# 汤姆·加里克
托马斯·S·加里克（英語：Thomas S. Garrick，1966年7月7日—），美国NBA联盟前职业篮球运动员。他在1988年的NBA选秀中第2轮第45顺位被洛杉矶快船选中。